# آلکا یاگنیک
خانم الکا یاگنیک،(به انگلیسی: Alka Yagnik)، (به هندی: अलका याज्ञिक or अलका याज्ञनिक) یک آوازخوان مشهور هندی (زاده ۲۰ مارس ۱۹۶۶) می‌باشد.
وی خوانندهٔ موسیقی متن در بیش از یک هزار فیلم هندی بوده و بیش از ۲۰۰۰۰ آواز در زبان‌های گوناگون هندی خوانده‌است. او هفده بار برنده جایزه خواننده زن موسیقی متن فیلم‌ها (Filmfare Award for Best Female Playback Singer) بوده‌است.
الکا در ۲۰ مارس ۱۹۶۶ در شهر کلکته از یک خانواده گجراتی زاده شد. مادر وی خوانده آوازهای سنتی هندی بود.